# Киприянов, Пётр Александрович
Пётр Александрович Киприянов (род. 6 октября 1985, п. Мохсоголлох, Орджоникидзевский район, Якутская АССР — 28 сентября 2024) — российский военнослужащий, командир мотострелкового взвода штурмовой группы, младший лейтенант. Позывной «Монгол». Герой России (2025, посмертно). 

## Биография
Пётр Куприянов родился 6 октября 1985 года в посёлке Мохсоголлох Орджоникидзевского района Якутской АССР.
После окончания 9 класса Мохсоголлохской СОШ поступил в колледж, получил специальность автомеханика. 
Подписал контракт с Министерством обороны РФ в ноябре 2023 года. 
С конца ноября 2023 года принимал участие в российском вторжении на Украину.
28 сентября 2024 года в ходе штурмовых действий в районе населенного пункта Константиновка получил смертельное ранение.
Указом Президента Российской Федерации от 21 февраля 2025 года за героизм, мужество и отвагу, проявленные при исполнении воинского долга, присвоено звание Героя России (посмертно).

## Награды
- Герой России (2025, посмертно)
- Орден Мужества

## Семья
Был женат. Вместе с супругой воспитывал пятерых детей.